# Caradrina edentata
Caradrina edentata är en fjärilsart som beskrevs av Emilio Berio, 1941. Caradrina edentata ingår i släktet Caradrina och familjen nattflyn, Noctuidae. Inga underarter finns listade i Catalogue of Life.